# Tachina oedipodae
Tachina oedipodae är en tvåvingeart som först beskrevs av Arthur Sidney Olliff 1891.  Tachina oedipodae ingår i släktet Tachina och familjen köttflugor. Inga underarter finns listade i Catalogue of Life.